# 죽음의 전주곡
《죽음의 전주곡》(영어: Overture to Death)은 나이오 마시의 1939년 범죄 미스터리 소설로, 탐정 로더릭 앨린이 등장하는 여덟 번째 작품이다. 대한민국에는 검은숲에서 원은주 번역으로 출간되었다.

## 등장인물
- 조슬린 저닝햄
- 헨리 저닝햄
- 엘리너 프렌티스
- 월터 코플랜드 / 목사
- 다이나 코플랜드
- 이드리스 캠패뉼러
- 윌리엄 "빌리" 템플렛
- 셀리아 로스

- 글래디스 라이트
- 테일러 집사
- 깁슨
- 솔 트랜터
- 클로드 스미스

- 로더릭 앨린
- 나이젤 베스게이트
- 폭스
- 찰리 로퍼